# Calamaria acutirostris
Calamaria acutirostris — вид змій родини полозових (Colubridae). Ендемік Індонезії.

## Поширення і екологія
Calamaria acutirostris мешкають в горах на південному заході Сулавесі. Вони живуть у вологих гірських тропічних лісах, на берегах струмків.

## Збереження
МСОП класифікує цей вид як такий, що перебуває під загрозою зникнення. Calamaria acutirostris загрожує знищення природного середовища.